# Zelenokumsk
Zelenokumsk (rusky Зеленокумск) je město ve Stavropolském kraji v Ruské federaci. Při sčítání lidu v roce 2010 měl přes pětatřicet tisíc obyvatel.

## Poloha a doprava
Zelenokumsk leží v severním Předkavkazí na Kumě, přítoku Kaspického moře. Od Stavropolu, správního střediska kraje, je vzdálen přibližně 260 kilometrů jihovýchodně.
Přes město prochází železniční trať Georgijevsk–Buďonnovsk–Svetlograd, která byla na tomto úseku uvedena do provozu v roce 1914.

## Dějiny
Sídlo bylo založeno v roce 1762 na panství hraběte Voroncova přesídlením sedláků z obcí Voroncovka a Alexandrovka ve Voroněžské gubernii. Na základě toho se nejprve nazývalo Voroncovo-Alexandrovka.
Za druhé světové války, kdy už se místo nazývalo Voroncovo-Alexandrovskoje, jej obsadila 18. srpna 1942 německá armáda a zpět jej dobyly jednotky Zakavkazského frontu Rudé armády dne 10. ledna 1943.
V roce 1963 došlo ke spojení se sídlem Novo-Grigorjevskoje ležícím na protilehlém břehu Kumy a vzniklé sídlo městského typu bylo pojmenováno Sovětskoje. V roce 1965 došlo k povýšení na město a přejmenování na název odvozený od jména řeky a přídavného jména zelený.

### Rodáci
- Alexandr Vasiljevič Grebeňuk (* 1951) desetibojař